# Steve Smith (ciclista)
Steve Smith (Cassidy, 25 de noviembre de 1989-Nanaimo, 10 de mayo de 2016) fue un deportista canadiense que compitió en ciclismo de montaña en la disciplina de descenso. Ganó dos medallas en el Campeonato Mundial de Ciclismo de Montaña, plata en 2010 y bronce en 2012.

## Medallero internacional
| Campeonato Mundial | Campeonato Mundial           | Campeonato Mundial | Campeonato Mundial |
| Año                | Lugar                        | Medalla            | Competición        |
| ------------------ | ---------------------------- | ------------------ | ------------------ |
| 2010               | Mont-Sainte-Anne (Canadá)    | Medalla de plata   | Descenso           |
| 2012               | Leogang/Saalfelden (Austria) | Medalla de bronce  | Descenso           |